# Omega Serpentis
Omega Serpentis (ω Serpentis, förkortat Omega Ser, ω Ser) som är stjärnans Bayerbeteckning, är en ensam stjärna belägen i den södra delen av stjärnbilden Ormen, i den del som representerar ”ormens huvud” (Serpens Caput). Den har en skenbar magnitud på 5,22 och är synlig för blotta ögat där ljusföroreningar ej förekommer. Baserat på parallaxmätning inom Hipparcosuppdraget på ca 11,9 mas, beräknas den befinna sig på ett avstånd på ca 273 ljusår (ca 84 parsek) från solen. På det beräknade avståndet minskar dess skenbara magnitud genom en skymningsfaktor från interstellärt stoft med 0,19 enheter.  Stjärnan ingår i Ursa Major Stream, som ligger i de yttre delarna i denna rörliga grupp av stjärnor som grovt sett följer en gemensam rörelse genom rymden.

## Egenskaper
Omega Serpentis är en gul till vit jättestjärna av spektralklass G8 III. Det genererar energi i sin kärna genom fusion av helium. Den har en massa som är omkring 20 procent större än solens massa, en radie som är ca 10 gånger större än solens och utsänder från dess fotosfär ca 69 gånger mera energi än solen vid en effektiv temperatur på ca 4 800 K.
Observationer gjorda åren 2001-2003 av Okayama Planet Search Program visade att Omega Serpentis genomgår periodiska variationer av radialhastigheten med en preliminärt uppskattad period på 312,3 dygn. Efter detta tillkännagivande år 2005 genomfördes ytterligare observationer av variationer,som bäst förklarades av en planet som följde en keplersk omloppsbana. Denna följeslagare har en uppskattad omloppsperiod på 277 dygn och en excentricitet på 0,1.